# 丝茎黄耆
丝茎黄耆（学名：Astragalus filicaulis）是豆科黄芪属的植物。分布于巴基斯坦、俄罗斯、伊朗、阿富汗以及中国大陆的新疆等地，常生长在水渠边，目前尚未由人工引种栽培。